# Liste der Monuments historiques in Autréville-Saint-Lambert
Die Liste der Monuments historiques in Autréville-Saint-Lambert führt die Monuments historiques in der französischen Gemeinde Autréville-Saint-Lambert auf.

## Liste der Objekte
| Bezeichnung                     | Beschreibung                           | Standort                        | Kennzeichnung | Schutzstatus | Datum | Bild |
| ------------------------------- | -------------------------------------- | ------------------------------- | ------------- | ------------ | ----- | ---- |
| 12 Grabdenkmäler                | Ensemble aus PM55000902 bis PM55000911 | auf dem Friedhof (Lage)         | PM55000901    | Classé       | 1994  |      |
| Grabstein für Thomas de Hol     | Kalkstein, bezeichnet 1555             | auf dem Friedhof (Lage)         | PM55000902    | Classé       | 1994  |      |
| Grabkreuz für Gérard de Praile  | Kalkstein, 16. Jahrhundert             | auf dem Friedhof (Lage)         | PM55000903    | Classé       | 1994  |      |
| Grabkreuz für Thierry Guillemin | Kalkstein, bezeichnet 1612             | auf dem Friedhof (Lage)         | PM55000904    | Classé       | 1994  |      |
| Grabstein für Gilles Lecuy      | Kalkstein, bezeichnet 1628             | auf dem Friedhof (Lage)         | PM55000905    | Classé       | 1994  |      |
| Grabkreuz für Jean Trubert      | Kalkstein, bezeichnet 1711             | auf dem Friedhof (Lage)         | PM55000906    | Classé       | 1994  |      |
| Grabkreuz für Jean Mousson      | Kalkstein, bezeichnet 1744             | auf dem Friedhof (Lage)         | PM55000907    | Classé       | 1994  |      |
| Grabkreuz für Rossé Demoulin    | Kalkstein, bezeichnet 1776             | auf dem Friedhof (Lage)         | PM55000908    | Classé       | 1994  |      |
| Grabkreuz                       | Kalkstein, um 1770                     | auf dem Friedhof (Lage)         | PM55000909    | Classé       | 1994  |      |
| Drei Grabkreuze                 | Kalkstein, 18. Jahrhundert             | auf dem Friedhof (Lage)         | PM55000910    | Classé       | 1994  |      |
| Grabkreuz für Louis Dupuis      | Kalkstein, bezeichnet 1731             | auf dem Friedhof (Lage)         | PM55000911    | Classé       | 1994  |      |
| Patene                          | Silber, vergoldet, 1787                | in der Kirche St-Lambert (Lage) | PM55001479    | Inscrit      | 1992  |      |
| Kelch                           | Silber, vergoldet, um 1840             | in der Kirche St-Lambert (Lage) | PM55001478    | Inscrit      | 1992  |      |
| Epitaph für Albéric Thiébaut    | Stein, bezeichnet 1667                 | in der Kirche St-Lambert (Lage) | PM55000912    | Classé       | 1994  |      |